# Cyphochilus scissosaccus
Cyphochilus scissosaccus är en orkidéart som beskrevs av Alexander Gilli. Cyphochilus scissosaccus ingår i släktet Cyphochilus, och familjen orkidéer. Inga underarter finns listade i Catalogue of Life.